# Wahlenbergia prostrata
Wahlenbergia prostrata là loài thực vật có hoa trong họ Hoa chuông. Loài này được E.Mey. ex A.DC. miêu tả khoa học đầu tiên năm 1839.